# Mühlbachl
Mühlbachl település Ausztriában, Tirolban az Innsbrucki járásában található. Területe 28,8 km², lakosainak száma 1332 fő, népsűrűsége 46 fő/km² (2014. január 1-jén). A település 995 méter tengerszint feletti magasságban helyezkedik el.

## Fordítás
- Ez a szócikk részben vagy egészben  a   Mühlbachl című angol Wikipédia-szócikk ezen változatának fordításán alapul.  Az eredeti cikk szerkesztőit annak laptörténete sorolja fel. Ez a jelzés csupán a megfogalmazás eredetét és a szerzői jogokat jelzi, nem szolgál a cikkben szereplő információk forrásmegjelöléseként.